# Joyce Nabbosa Ssebugwawo

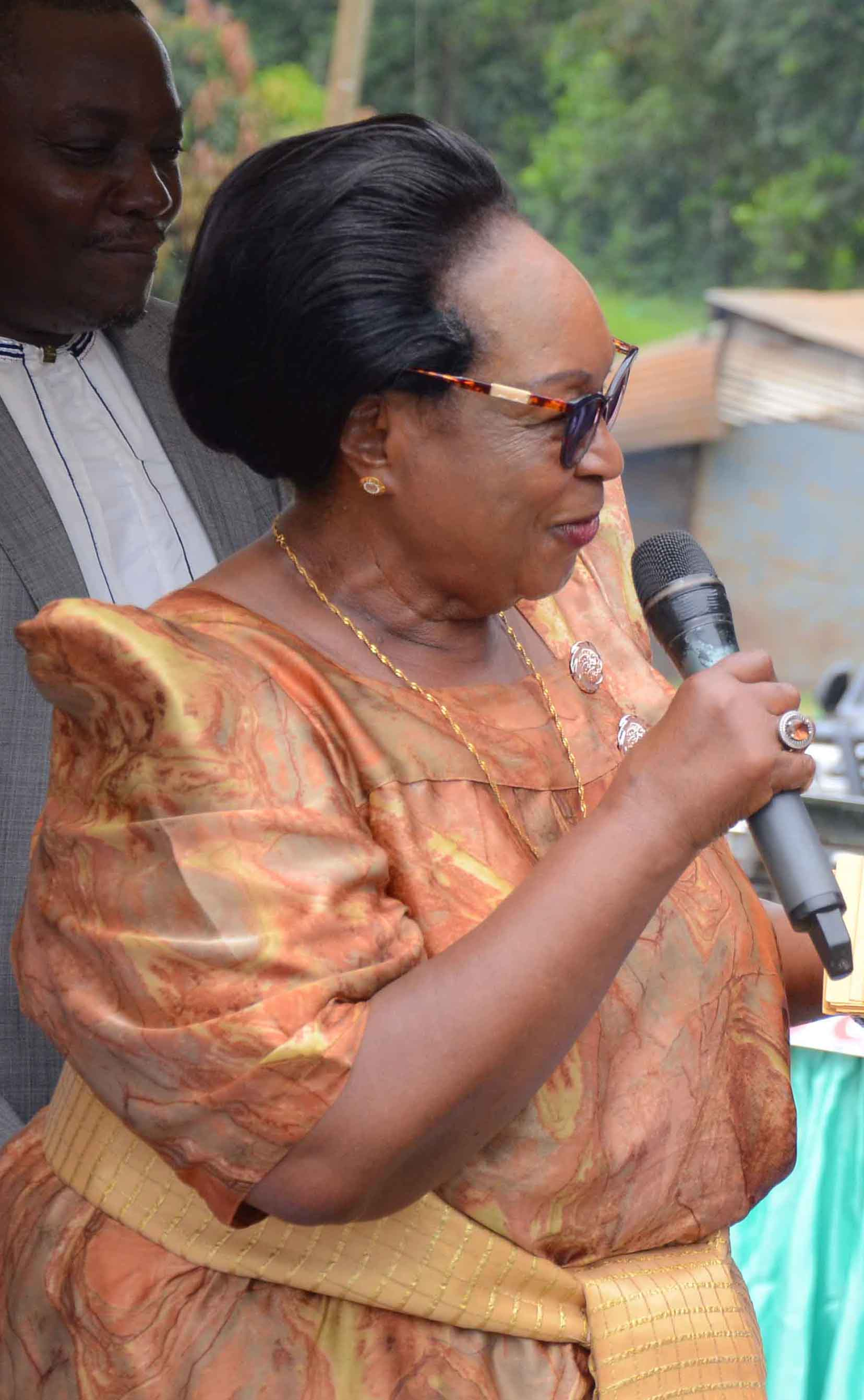
Joyce Nabbosa SSsebuggwawo.

Joyce Ssebugwawo é uma política ugandense, empreendedora  e ex-ministra do governo de Buganda. Ela se juntou ao governo de Buganda no início dos anos 80, onde trabalhou como ministra para mulheres, trabalho comunitário e mobilização. Ex-presidente nacional do Fórum para a Mudança Democrática, ela é a atual prefeita da Divisão Rubaga em Kampala e uma tia da rainha Sylvia de Buganda.